# Sigismund I. Rákóczi

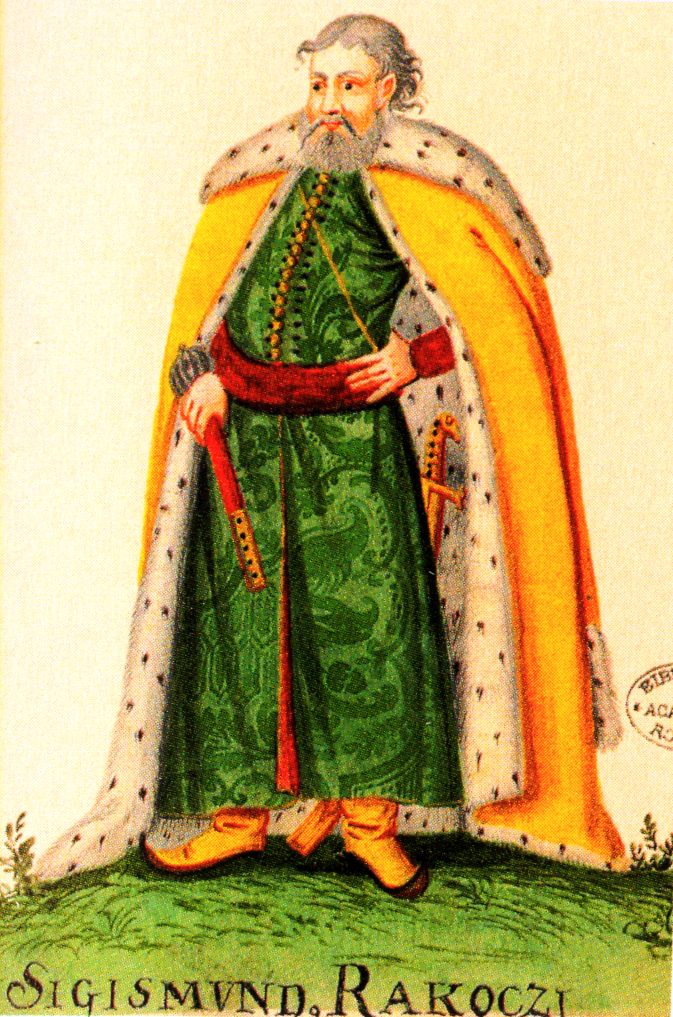
Sigismund I. Rákóczi

Sigismund I. Rákóczi (* ~1544 (anderen Angaben zufolge 1554/55) in Felsővadász, Königreich Ungarn; † 5. Dezember 1608 ebd.) war Fürst von Siebenbürgen.

## Leben
Die Familie Rákóczi stammte ursprünglich aus dem Komitat Semplin. Die Wurzeln der Familie gehen bis in die erste Hälfte des 14. Jahrhunderts zurück. Balázs (* 1328, † 1361) war der erste, der den Familiennamen 'Rákóczi' benutzte. 
Sigismund I. war der Sohn von Johann Sigismund I. (ung. I. János Zsigmond; * 1517, † 1561) und dessen erster Ehefrau Sara Némethy († nach 1554). Er war das erste Familienmitglied der Rákóczis, das es zu „höherem Ansehen brachte“. Zu Beginn seiner Karriere war er Obergespan des Sempliner Komitats. Er schlug eine Militärlaufbahn ein; bereits 1587 wurde er zum Burghauptmann der Burg Erlau (ung. Eger) ernannt. Nach mehreren siegreichen Schlachten gegen die Türken in den 1580er Jahren wurde er vom Kaiser Rudolf II. in den Stand eines Barons erhoben. Bereits 1598 ist er Befehlshaber der ungarischen Truppen – des unter dem Gesamt-Kommando von General Giorgio Basta stehenden christlichen Heeres im Kampfe gegen die Türken.
Neben seiner Militärlaufbahn beschäftigte er sich wie sein Vater mit Weinbau und Weinhandel, womit er ein riesiges Vermögen erwarb. Da er der Zipser Kammer größere Kredite gewährte, erhielt er als Pfand vom Kaiserhaus die Herrschaft Szerencs, eine der wichtigsten Weinbaudomänen des Tokayer-Gebietes. Dadurch und durch die vorteilhafte Heirat mit Judith Bekényi Alaghy 1587 – zu ihrer Mitgift zählte u. a. die Herrschaft Munkatsch (ung. Munkács) – wurde er zu einem der reichsten Magnaten in Oberungarn.
Im August 1601 erwarb er für 80.000 Gulden das Schloss und die Herrschaft Makovica (heute Zborov) im Komitat Sáros. Über Generationen hinweg wurde diese Herrschaft zum Hauptfamiliensitz der Rákóczis erkoren.
Nach dem Tod von Fürst Stephan Bocskay am 11. Februar 1607 wurde Sigismund vom siebenbürgischen Landtag und den Ständen zum Fürsten von Siebenbürgen gewählt. Seine Wahl wurde durch ein „Athname“ des türkischen Sultans bestätigt. Ende 1607 forderten die Heyducken die Rückgabe der ihnen bereits vom Fürsten Bocskay verliehenen Privilegien. Diese Forderung wurde vom Sigismund I. abgelehnt. Nachdem auch der Wiener Hof eine Position gegen Sigismund einnahm, verzichtete er zu Gunsten von Gabriel Báthory am 5. März 1608 auf den Thron von Siebenbürgen und zog sich ins Privatleben zurück.
Sigismund I. war ein Förderer der Wissenschaften und Künste. Er war auch Unterstützer der Reformierten Kirche und förderte den ersten ungarischen Bibelübersetzer Gáspár Károlyi (~1529–1591): Dadurch ermöglichte er das Erscheinen der ersten, im nordungarischen Ort Vizsoly im Jahr 1590 gedruckten ungarischen Bibelübersetzung.
Er starb am 5. Dezember 1608 auf seinen Familiengut Felsővadász und wurde am 21. Januar 1609 in der Krypta der evangelisch-reformierten Kirche von Szerencs beigesetzt.

## Nachkommen
Sigismund I. war viermal verheiratet.
1. Ehe: Partnerin unbekannt
2. Ehe mit Judith Békény de Alagh:
- Elisabeth († 1604) ⚭ Bálint Hommonai Drugeth

3. Ehe mit Anna Gerendi
- Georg I. Rákóczi ⚭ Susanna Lorántffy
- Sigismund (* 1594, † 1620) ⚭ Maria Lorántffy
- Paul IV. (* 1595, † 1636) ⚭ Anna Pethe

4. Ehe mit Barbara (ung. Borbála) Telegdy
- aus dieser Ehe sind keine Kinder bekannt.[4]